# 桐竹紋十郎
桐竹 紋十郎（きりたけ もんじゅうろう）は、人形浄瑠璃の人形遣い。2代を数える。

## 初代
（生年不詳 - 明治43年（1910年）8月15日）は、淡路生まれ。俳号は明星。本名・小林福太郎。桐竹門十郎の子。13歳で三代目吉田辰造に師事する。初名は吉田辰三郎。信州や江戸で修行し、1876年3月に大阪に戻り、文楽座に門十郎の名跡で出演した。同7月に紋十郎と改めたところ、吉田玉造の抗議を受け9月に桐竹亀松と改名。1877年9月に祖父の桐竹紋十郎の名跡に戻した。『伽羅先代萩』の政岡や『妹背山婦女庭訓』のおみわなどを演じた。吉田玉造（初代）と共に明治期を代表する女形遣いであり、派手な芸風には定評があった。代表的な著書に『桐竹紋十郎手記』がある。1910年8月15日に死去。法名は桐竹院明星日福信士。法名は浄楽院釈泰紋淳正居士。菩提寺は京都府仁王門川端の頂妙寺。64歳あるいは66歳だったと伝えられている。実子に歌舞伎の六代目嵐德三郎、孫に大剣客スターの嵐寛寿郎がいる。

## 二代目
（明治33年（1900年）11月20日 - 昭和45年（1970年）8月21日）は、大阪府堺市生まれ。本名・磯川佐吉。子供のころ知人に誘われ千日前常磐座に見に行ったのが切っ掛けで興味を持つようになる。
1909年9月に四代目吉田文五郎に弟子入りするも背丈が小さいと断られる（当時多くの小屋は手すりが三尺あり、人形を操るのに苦労した）も頭取から「子供心でやろと気があるのは面白いと思うが、ま、一ぺんなるかならんか縁もんやから、一つおこしたらどだす」ということで弟子入りが許される。初名は吉田小文。同年11月堀江座で初舞台。
その後一度離れ、春日座にて壮士芝居の県妻吉の所に入る。春日座が火事になる。師匠の元に戻る。
1915年12月に初代中村鴈治郎の仲介で文楽座に移る。その後七代目竹本春太夫の仲介で近松座の連中らで京都京極の竹豊座に入り初代吉田文昇と改名、1918年に東京から北海道まで巡業この際に二代目吉田簑助と改名、1927年、二代目桐竹紋十郎を襲名。戦後、組合派（のち三和会）を結成し会長となる、「文楽因会」の保守派と対立。1963年の合同まで幹部として活動。地方や小劇場、海外のカナダ、アメリカ、ヨーロッパまで公演に参加。『本朝廿四孝』の八重垣姫、『艶容女舞衣』のおその等、花の多い女方を得意とした。
1959年に紫綬褒章。1965年に人間国宝、1969年の文化功労者に選出。1970年すい臓がんで死去。法名は浄楽院釈泰紋淳正居士。菩提寺は東京都台東区谷中の宗善寺。著書に『文楽の人形と三味線』（鶴沢清二郎共著 文楽研究会 1944）がある。実子に舞踊家の藤間紋寿郎。